# Montering (telescoop)
Onder een montering voor een telescoop wordt verstaan een constructie die tot taak heeft:
1. een astronomisch waarnemingsinstrument (zoals een telescoop of een astrocamera) te dragen en het op een hemellichaam te richten;
2. de aardrotatie te compenseren (de hemellichamen te "volgen"). Hiervoor is een gemotoriseerde aandrijving nodig. Het waarnemingsinstrument blijft daardoor lange tijd op bepaalde coördinaten van de hemelachtergrond gericht;
3. waar te nemen objecten te volgen die ten opzichte van de hemelachtergrond bewegen (zon, maan, planeten, planetoïden, kometen, satellieten, etc.). Hiervoor dient de montering over extra aandrijfmogelijkheden, en eventueel ook extra assen, te beschikken.

Eenvoudige monteringen beperken zich tot het eerste of de eerste twee punten.

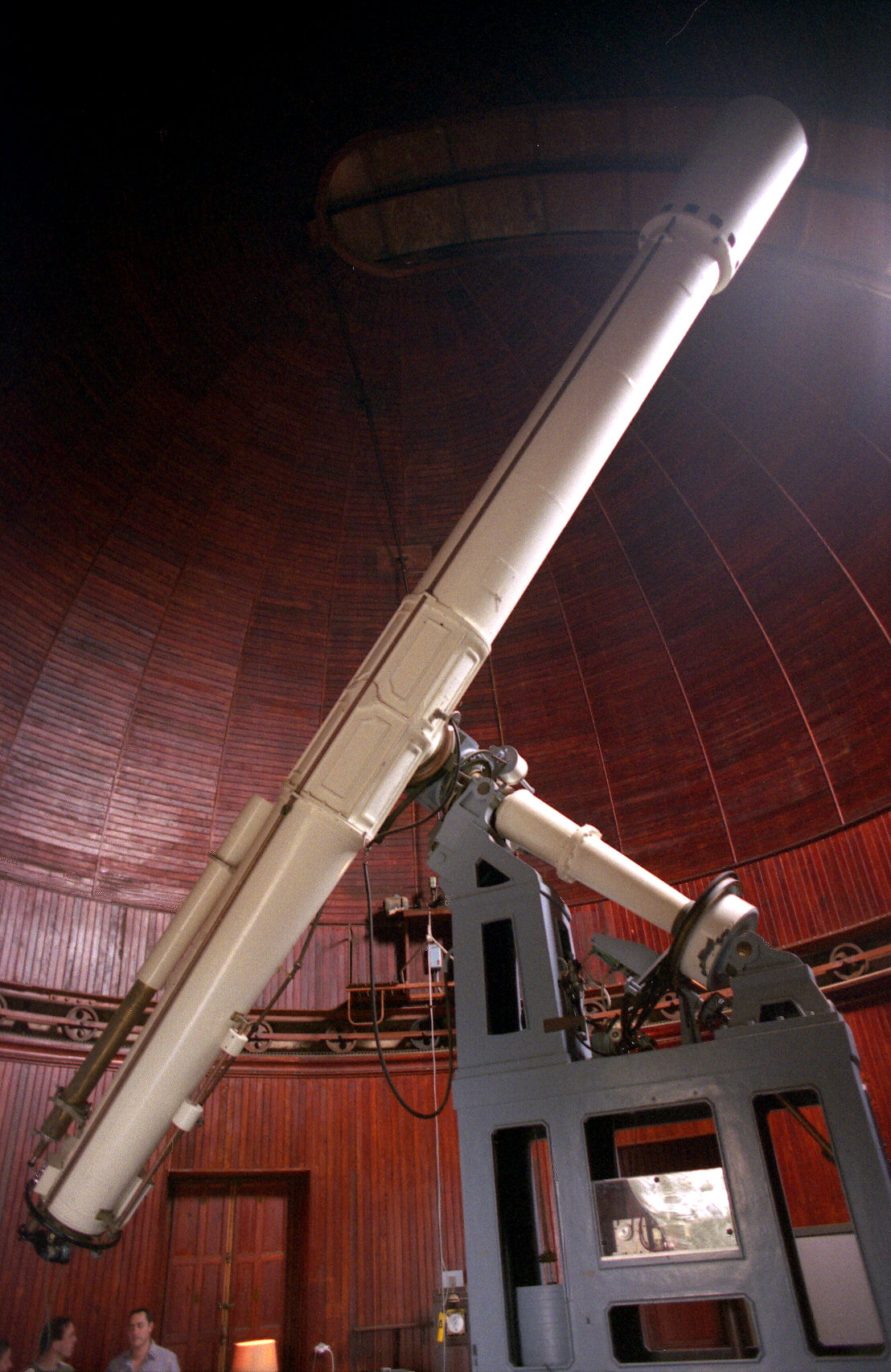
Parallactische montering van een refractor in Nice

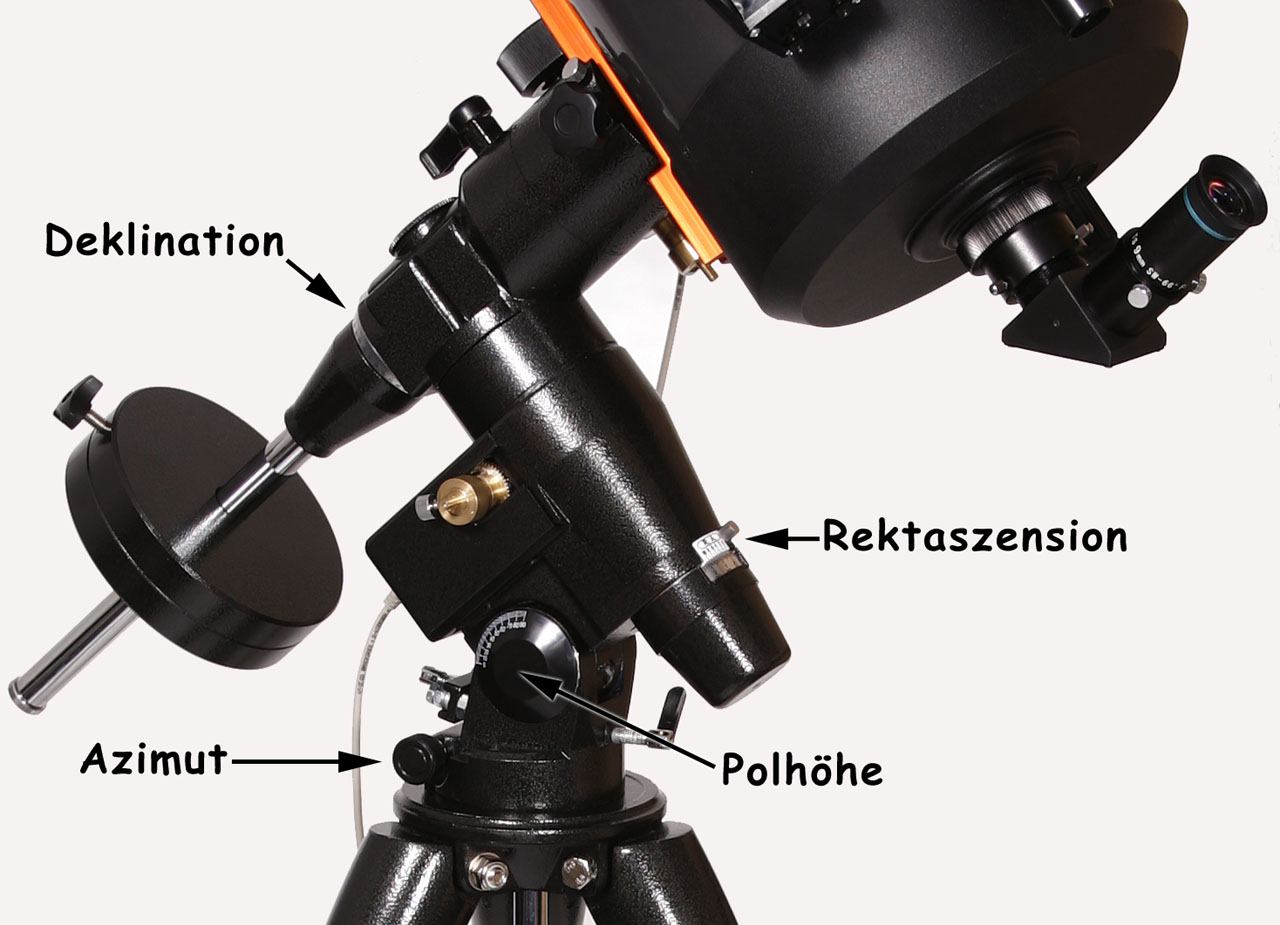
Parallactische montering van een amateurtelescoop

## Parallactische monteringen
De parallactische montering – ook wel equatoriale montering genoemd – is een telescoopmontering waarbij, in tegenstelling tot andere monteringen, een van de assen nauwkeurig parallel aan de aardas is gericht.

### Voordelen van de equatoriale montering
De scheve stand van deze as, die wel de rechteklimmingsas wordt genoemd, vergt weliswaar meer mechanische middelen, maar heeft als voordeel dat de telescoop de schijnbare baan van bijvoorbeeld een ster exact kan volgen.
De rechteklimmingsas maakt ten opzichte van de horizon een hoek die gelijk is aan de geografische breedte van de waarnemingslocatie. De tweede as, die er loodrecht op staat, wijst naar de hemelequator en wordt de declinatieas genoemd. De telescoop is op zodanige wijze aan deze as bevestigd dat het gehele systeem mechanisch in statisch evenwicht is. De rotatiehoek van de telescoop om deze as komt overeen met de declinatie van de waar te nemen ster.
De parallactische montering biedt de mogelijkheid om de door de aardrotatie veroorzaakte schijnbare beweging van de sterren te compenseren door een overeenkomstige tegenbeweging om slechts één as, de rechteklimmingsas. Men kan zo ieder hemellichaam, ondanks zijn schijnbare beweging, exact in het beeldveld van de telescoop houden. Men noemt dit het volgen van het hemellichaam. Bij andere types montering, zoals de azimutale montering, zijn daarvoor bewegingen om ten minste twee assen noodzakelijk.
Parallactische monteringen kan men in het eenvoudigste geval met de hand laten volgen door middel van kleine bewegingen om de rechteklimmingsas. Om in de astrofotografie belichtingstijden van meerdere minuten of zelfs uren mogelijk te maken, is een mechanische aandrijving door middel van een motor beter geschikt. Met een stappenmotor met de juiste aansturing kan de telescoop op een waar te nemen object worden gericht en kan dit object nauwkeurig worden gevolgd. Zonder een dergelijk volgsysteem zou de opname strepen vertonen en zouden de objecten uit het beeldveld bewegen. Vaak zitten er op beide assen schaalverdelingen, om de sterren met behulp van hemelcoördinaten te kunnen vinden.

### Nadeel van de equatoriale montering
Door de schuine stand van de beide hoofdassen kan de telescoop niet meer zo eenvoudig worden ingesteld, zoals men dat bijvoorbeeld van een fotografisch statief is gewend. Vooral in het meridiaanvlak kunnen problemen optreden. Bij het overschrijden van het zuidelijke deel van de meridiaan moet de telescoop bij sommige monteringen op een bepaald moment van de weststand naar ooststand omzwenken, omdat hij anders tegen de montering aan slaat en/of zijn hoogte, en daarmee de hoogte van het oculair, te laag wordt. Dat leidt tot een onderbreking van de continue waarneming, en ook de belichting van een astrofotografische opname moet worden onderbroken.
Bij het noordelijke deel van de meridiaan, vooral in de buurt van de pool, treden soortgelijke problemen op wanneer een bepaalde positie moet worden bereikt. Om een object te bereiken dat zich daar in de buurt van de pool op slechts enkele graden van een ander object bevindt, moet in sommige gevallen nogmaals worden omgezwenkt. Bij telescopen met het oculair aan de zijkant, zoals bij Newtontelescopen, bevindt het oculair zich na het omzwenken vaak op een niet meer bereikbare positie, zodat ook de tubus (het telescooplichaam) moet worden verdraaid.

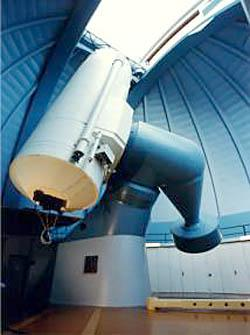
Steunmontering

### Equatoriale monteringstypes en hun justering
Voor verschillende waarnemingsinstrumenten zijn verschillende varianten van de parallactische montering ontwikkeld:
1. De Duitse equatoriale montering werd omstreeks 1610 ontwikkeld door Jezuïet Christoph Grienberger, om de astronoom Christoph Scheiner het waarnemen van zonnevlekken te vergemakkelijken. In de amateurastronomie is deze montering wijdverbreid.
2. De gaffelmontering of vorkmontering is vooral geschikt voor spiegeltelescopen met een korte bouwlengte, zoals de Schmidt-Cassegraintelescoop.
3. Bij de Engelse montering wordt de rechteklimmingsas op twee punten gelagerd. De declinarieas snijdt deze as tussen de beide lagerpunten.
4. De kadermontering, ook wel aangeduid als de Engelse kadermontering, werd voor bijzonder zware telescopen ontwikkeld. Het nadeel van deze montering is dat de telescoop niet gericht kan worden op het gebied rond de hemelpool.
5. De hoefijzermontering zoals gebruikt in de Haletelescoop is een kadermontering die dit bovengenoemde nadeel niet heeft.
6. Bij de steunmontering wordt de telescoop in geen enkele richting door onderdelen van de montering in zijn bewegingsmogelijkgeden beperkt.

Bij sommige van deze monteringen bevindt het zwaartepunt van de telescoop of astrograaf zich direct in het snijpunt van de beide assen (gaffelmontering, Engelse kadermontering en hoefijzermontering). Bij alle andere monteringen zijn balanceringsgewichten nodig om te zorgen dat het zwaartepunt van alle bewegende delen in het snijpunt van de assen komt te liggen.
Voor het correct uitlijnen van de Duitse en andere monteringen wordt bij kleinere mobiele instrumenten soms een poolzoeker gebruikt. Als het inbouwen van een poolzoeker niet mogelijk is, kan men de methode van Scheiner toepassen om exact te justeren. Daarbij wordt gekeken of de ster zich in de meridiaan van het instrument exact horizontaal verplaatst.

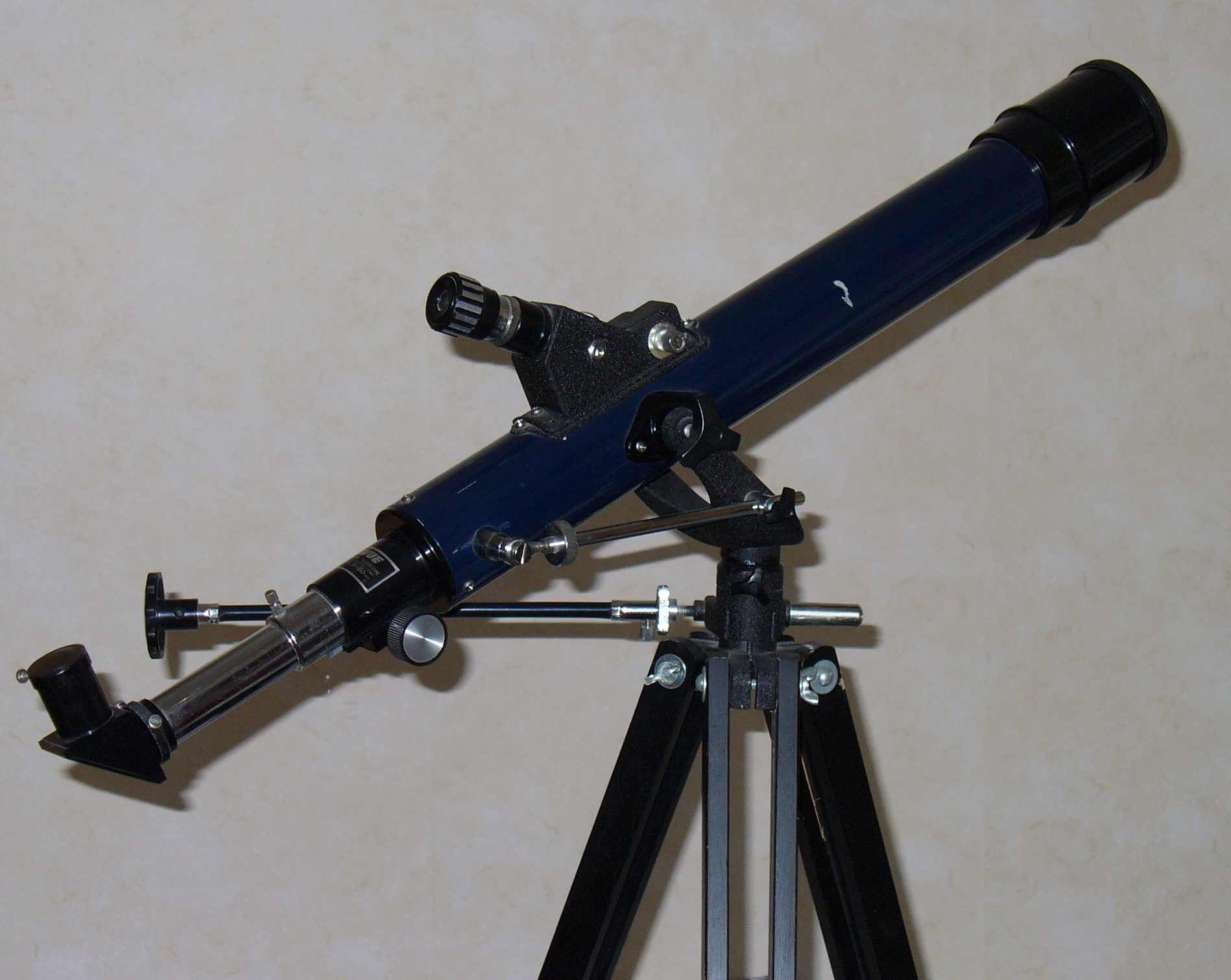
Azimutale montering van een refractor 60/700 mm op gaffelmontering met fijninstellingen op beide assen

## Azimutale monteringen
Azimutale monteringen, ook alt-azimutale montering genoemd, zijn genoemd naar de begrippen azimut (de horizontale hoekcoördinaat van het betreffende hemellichaam) en altitude (de hoogte boven de horizon). Deze monteringen hebben een verticale hoofdas waar de gehele installatie om kan draaien. Het waarnemingsinstrument zelf kan bovendien in een verticaal vlak draaien tussen de horizon en het zenit (het punt recht boven de waarnemer). Men moet daarbij op de koop toe nemen dat de bewegingen om deze beide assen met continu veranderlijke snelheden zullen moeten plaatsvinden. Bovendien roteert het beeldveld van het waarnemingsinstrument. Dat wil zeggen dat alle accessoires in het brandpunt van het instrument door middel van een motor mee moeten draaien. Tegenwoordig kunnen deze besturingsproblemen echter met een computer worden opgelost. Ook grote telescoopsystemen hebben azimutale monteringen.
Ook alt-alt-monteringen zijn denkbaar. De hoofdas ligt dan horizontaal. Het instrument wordt om deze as naar boven gezwenkt, en om een tweede, verticale, as in horizontale richting gezwenkt. Dit type montering is vooral van theoretisch belang.

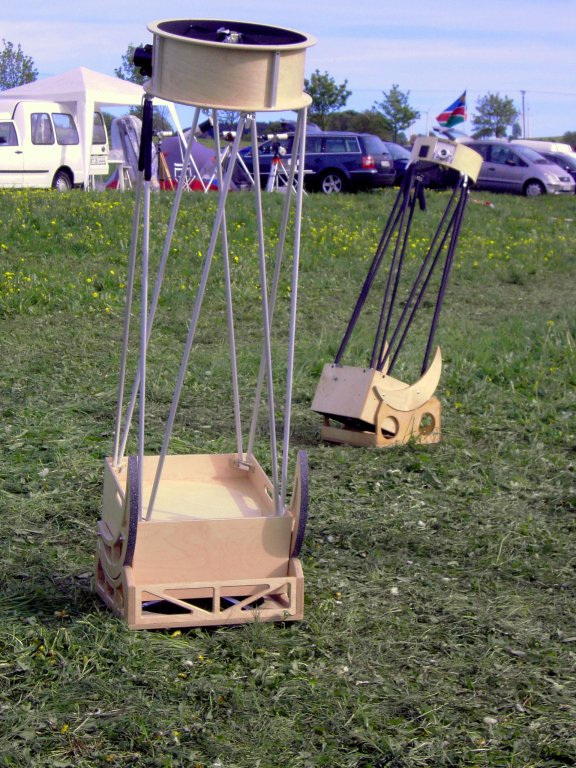
Twee Dobsontelescopen met Dobsonmontering

## Dobsonmontering
De Dobsonmontering is een zeer vereenvoudigde versie van de azimutale montering. Hij is in de jaren 1950 ontwikkeld door John Dobson. Doel was het maken van een zo gunstig mogelijke montering voor telescopen met een grote opening. Voor astrofotografische doeleinden is deze montering nauwelijks geschikt. Slechts korte belichtingstijden voor opname van maan en planeten (heldere objecten) lijken hier zinvol. De grootste voordelen zitten in de lage prijs en de compacte constructie, waardoor hij vooral onder amateurs geliefd is. Zie verder het artikel Dobsontelescoop.

## Equatoriaal platform
Een equatoriaal platform is een plaat waarop een astronomisch instrument met een eenvoudige azimutale montering wordt opgebouwd. Het gehele platform is zodanig gelagerd dat het gedurende een beperkte tijd als een langzaam bewegende wieg de aardrotatie kan compenseren. Door het equatoriale platform en de azimutale montering kan gedurende een beperkte tijd een hemellichaam worden gevolgd. Daarbij treedt geen rotatie van het beeldveld op, zodat hiermee ook een Dobsontelescoop geschikt wordt voor astrofotografie. Equatoriale platforms worden meestal door zelfbouwers vervaardigd.

Hexapod

## Hexapodmonteringen
De hexapodmontering wordt nauwelijks als een zuivere telescoopmontering gebruikt. De bewegingen van het waarnemingsinstrument resulteren niet uit rotaties om twee assen, maar uit lengteveranderingen van zes beweeglijke poten. De nauwkeurigheidseisen voor de bewegende poten zijn zeer hoog in vergelijking met de mechanische eisen voor andere types monteringen. Ook is voor de besturing een enorme rekencapaciteit vereist, maar die is tegenwoordig wel realiseerbaar. Deze montering kan slechts een relatief gering gewicht aan instrumenten dragen, zodat hij haast alleen maar bruikbaar is voor instrumenten die met een glasvezelbundel met de telescoop worden verbonden, zoals bijvoorbeeld een spectrograaf.
Het grote voordeel van de hexapod is dat hij alle zes vrijheidsgraden biedt. Toch zijn de bewegingsmogelijkheden vrij beperkt. Bij conventioneel gebruik van de telescoop komt het voordeel van de vrijheidsgraden niet tot zijn recht. Hij wordt tegenwoordig onder andere voor militaire telescopen voor het volgen van satellieten gebruikt en daarnaast ook voor de ophanging van secundaire spiegels in zeer grote spiegeltelescopen.
Een prototype van een astronomische hexapodtelescoop met een hoofdspiegeldiameter van 150 cm is door Krupp ontwikkeld in samenwerking met de Universiteit van Bochum. Van 1999 tot 2004 is hij in Bochum uitvoerig getest. Vooral de ontwikkeling van geschikte software bleek gecompliceerd. Zomer 2004 is hij gedemonteerd en naar de Cerro Armazones in Chili overgebracht, een observatielocatie van onder andere de Universidad Católica del Norte, waar hij gebruikt wordt voor astronomische waarnemingen door de instituten van de Ruhr-universiteit in Bochum.